# Невил Чемберлен
Артур Невил Чемберлен (енгл. Arthur Neville Chamberlain; Егбастон код Бирмингема, 18. март 1869 — Хекфилд код Рединга, 9. новембар 1940) је британски политичар и премијер.
Заговарач је британског империјализма 19. века. Од 1930 — 1940. био је председник Конзервативне странке, од 1937 — 1940. британски премијер. С њим на челу британска влада је, у савезу са Француском, водила политику смирења и преговора у Европи, која се у свом исходу показала попустљивом, и капитулантском према све агресивнијем Хитлеру, што је било кобно за међународну заједницу. Потписник је Минхенског споразума 1939. који је омогућио Немцима да окупирају Чехословачку. Дао је оставку у време када је Немачка напала Норвешку. Наследио га је Винстон Черчил.

## Младост
Чемберлен је рођен 18. марта 1869. у Бирмингему. Био је син јединац из другог брака Џозефа Чемберлена. Његова мајка је била Флоренс Кенрик; умрла је када је он био мали дечак. Џозеф Чемберлен је из првог брака имао још једног сина, Остина Чемберлена. Породица Чемберлен је била унитаристичка, иако је Џозеф изгубио личну веру када је Невил имао шест година и никада није захтевао верску припадност своје деце.
Невила је код куће обучавала старија сестра Беатрис, а касније је ишао у школу. Џозеф Чемберлен је затим послао Невила на Мејсон колеџ, сада Универзитет у Бирмингему. Невил Чемберлен је био мало заинтересован за своје студије тамо, и 1889. Његов отац га је упутио на обуку у фирми рачуновођа. У року од шест месеци постао је плаћени радник. У настојању да надокнади умањено породично богатство, Џозеф је послао свог млађег сина да оснује плантажу агава на острву Андрос на Бахамима. Невил Чемберлен је тамо провео шест година, али плантажа је пропала, а Џозеф Чемберлен је изгубио 50.000 фунти (што је еквивалентно 7.295.000 фунти 2025. године).
По повратку у Енглеску, Невил је ушао у посао, купујући (уз помоћ своје породице) Hoskins & Company, произвођача металних лежајева за бродове. Чемберлен је био генерални директор 17 година током којих је компанија напредовала. Такође се укључио у грађанске активности у Бирмингему. Године 1906, као гувернер Опште болнице у Бирмингему, Чемберлен је постао један од оснивача Националног комитета Уједињених болница Британског медицинског удружења.
Са четрдесет година се заљубио у Ен Кол и оженио се њом 1911. године; имали су сина и ћерку.

## Улазак у политику
Чемберлен је у почетку показивао мало интересовања за политику, иако су његов отац и полубрат били у парламенту. Током избора 1900. држао је говоре у знак подршке либералним унионистима Џозефа Чемберлена који су били у савезу са конзервативцима и касније се спојили са њима под називом „Унионистичка партија“, која је 1925. постала позната као „Конзервативна и унионистичка партија“. Године 1911, Невил се успешно кандидовао као либерални униониста за Градско веће Бирмингема за одељење Свих светих, које се налазило у парламентарној изборној јединици његовог оца.
Чемберлен је постављен за председника Одбора за урбанизам. Под његовим вођством, Бирмингем је убрзо усвојио један од првих урбанистичких планова у Британији. Почетак Првог светског рата 1914. спречио је спровођење његових планова. Године 1915. Чемберлен је постао лорд градоначелник Бирмингема. Као лорд градоначелник у ратно време, Чемберлен је  инсистирао је да његови саветници и званичници раде подједнако напорно. Преполовио је накнаду за трошкове лорда градоначелника и смањио број грађанских функција које се очекују од службеника. Године 1915. Чемберлен је именован за члана Централног контролног одбора за промет алкохола.
У децембру 1916, премијер Дејвид Лојд Џорџ понудио је Чемберлену нову позицију директора националне службе за координацију регрутације и обезбеђивање радне снаге. Његов мандат обележио је сукоб са Лојдом Џорџом; августа 1917, Чемберлен је поднео оставку. Однос између Чемберлена и Лојд Џорџа је након тога био однос међусобне мржње.
Чемберлен је одлучио да се кандидује за Доњи дом, и био је усвојен као унионистички кандидат за Бирмингем Лејвуд. Чемберлен је изабран са скоро 70% гласова и већином од 6.833. Имао је 49 година, што је у то време била највећа старост у којој је било који будући премијер први пут биран у Парламент.

## Посланик и министар (1919–1931)
Невил је био председник Националног комитета за нездрава подручја (1919–1921). У августу 1923. министар финансија Стенли Болдвин је унапредио Чемберлена на место канцелара финансија.
Унионисти су победили на изборима 1923, али је Чемберлен одбио да поново буде канцелар, преферирајући своју бившу позицију министра здравља. У року од две недеље од именовања за министра здравља, Чемберлен је представио кабинету дневни ред који садржи 25 закона за које се надао да ће бити усвојени. Пре него што је напустио функцију 1929. године, 21 од 25 закона је усвојено. После избора 1929. поново се вратио у Министарство здравља. После општих избора 1931. године, на којима су присталице Националне владе (углавном конзервативци) однеле убедљиву победу, Мекдоналд је одредио Чемберлена за канцелара финансија.

## Премијер (1937–1940)
Стенли Болдвин је, након крунисања краља Џорџа VI и краљице Елизабете. 28. маја, поднео оставку, саветујући краља да позове Чемберлена. Чемберлен је своје уздизање на премијерску позицију видео као коначну славу у каријери домаћег реформатора, не слутећи да ће остати упамћен по спољнополитичким одлукама.
Чемберлен је настојао да примири Немачку и да нацистичку државу учини партнером у стабилној Европи. У марту 1938. Аустрија је постала део Немачке у Аншлусу. Иако су опкољени Аустријанци тражили помоћ од Британије, она није стигла. Британија је послала Берлину снажну протестну ноту. Чемберлен је одлетео у Немачку ујутро 15. септембра на састанак са Адолфом Хитлером који је захтевао анексију Судета, и Чемберлен је успео да добије уверавања да Хитлер није имао планове за остатак Чехословачке или за области у источној Европи које су имале немачке мањине. Чемберлен се састао са Хитлером и  22. септембра. Хитлер је наговестио да је Судетска област испунила његове територијалне амбиције у Европи. Чемберлен је одлетео назад у Лондон, рекавши „Сада је на Чесима“. Ујутро 29. септембра Чемберлен је напустио аеродром Хестон (источно од данашњег аеродрома Хитроу) у своју трећу и последњу посету Немачкој. Чемберлен, Даладје, Мусолини и Хитлер одржали су неформални састанак; Хитлер је рекао да намерава да изврши инвазију на Чехословачку 1. октобра. Чемберлен и Хитлер су потписали изјаву да две нације сматрају Минхенски споразум „симболом жеље наша два народа да никада више не крену у рат“. Према Чемберлену, Хитлер је убацио „Да! Да!“. Касније у октобру, одупирао се позивима да индустрију постави на ратну основу, уверен да ће таква акција показати Хитлеру да је Чемберлен одлучио да напусти Минхенски споразум.
15. марта 1939. Немачка је извршила инвазију на чешке покрајине Бохемију и Моравску, укључујући Праг. Чемберлен је кренуо да изгради испреплетени низ одбрамбених пактова међу преосталим европским земљама као средство одвраћања Хитлера од рата. Удвостручио је величину Територијалне војске, створио Министарство за снабдевање да би убрзао снабдевање оружаним снагама опреме и увео мирнодопску регрутацију. Италијанска инвазија на Албанију 7. априла 1939. довела је до давања гаранција Грчкој и Румунији. Немачка је напала Пољску у рано јутро 1. септембра 1939. Британски кабинет се састао касно тог јутра и издао упозорење Немачкој да ће Уједињено Краљевство испунити своје обавезе према Пољској уколико се не повуче са пољске територије. 9. априла немачке трупе су окупирале Данску и започеле инвазију на Норвешку. Чемберлен је већи део 9. маја провео на састанцима са својим колегама из кабинета. Многи посланици конзервативаца, чак и они који су гласали против владе, наговестили су 9. маја и наредних дана да не желе да Чемберлен оде, већ да ће радије тражити реконструкцију своје владе. Чемберлен је фаворизовао Халифакса као следећег премијера, али је Халифакс то нерадо потврдио мислећи да ће његова позиција у Дому лордова ограничити његову ефикасност у Доњем дому, а Черчил се појавио као избор. Следећег дана, Немачка је извршила инвазију на Холандију и Чемберлен је разматрао останак на функцији. Клемент Атли је потврдио да лабуристи неће служити под Чемберленом, иако су били вољни да служе под неким другим. У складу са тим, Чемберлен је отишао у Бакингемску палату да поднесе оставку и саветује краља да пошаље по Черчила.
Чемберленов пад са власти оставио га је у дубокој депресији; написао је: „Мало људи је могло да спозна такав преокрет среће за тако кратко време.“ Као председник комитета лорда председника, имао је велики утицај на ратну економију. Чемберлен је дуго уживао у одличном здрављу, осим повремених напада гихта, али је до јула 1940. имао скоро константне болове. Тражио је лечење, а касније тог месеца ушао је у болницу на операцију. Хирурзи су открили да болује од терминалног карцинома црева, али су то сакрили од њега, уместо тога рекавши му да му неће бити потребна даља операција. Чемберлен је умро  9. новембра 1940. у 71. години живота. Сахрана је одржана у Вестминстерској опатији пет дана касније, 14. новембра. Многа Чемберленова породична писма и његове обимне личне папире његова породица је 1974. завештала Архиву Универзитета у Бирмингему.

## Слике
- Чемберлен после потписа Минхенског споразума 30. септембра 1938. са Хитлером
- Карикатура о Чемберлену у београдским новинама Политика, 27. августа 1939.
- Чемберлен са британском војском у Француској децембра 1939.